# Jared Boll

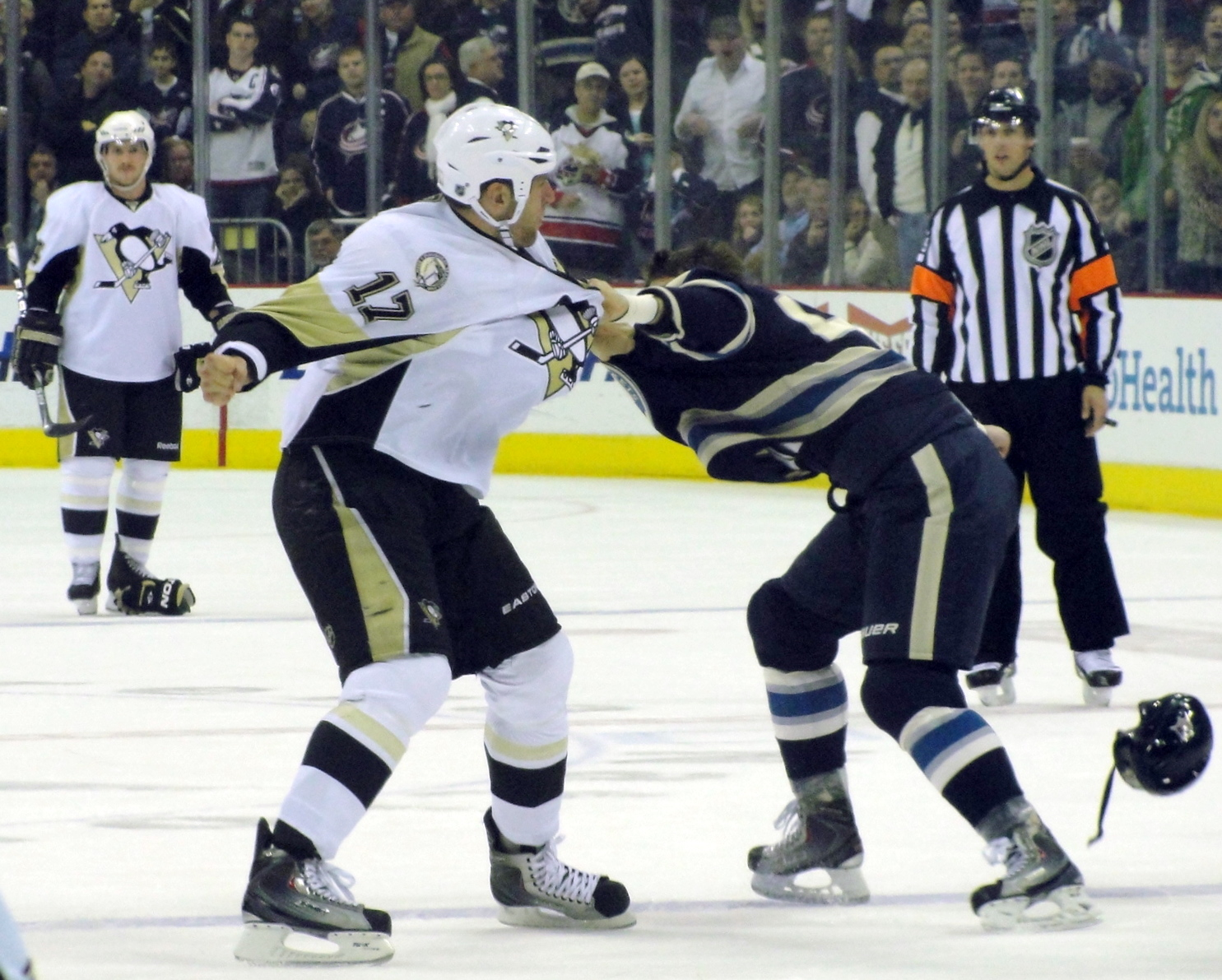
Jared Boll i slagsmål i blått mot Mike Rupp

Jared Rittenhouse Boll, född 13 maj 1986 i Charlotte, North Carolina, är en amerikansk före detta professionell ishockeyspelare.
Under sin karriär spelade Boll på NHL-nivå för Anaheim Ducks och Columbus Blue Jackets och på lägre nivåer för San Diego Gulls i AHL, TUTO Hockey i Mestis, Plymouth Whalers i OHL och Lincoln Stars i USHL.
Boll valdes av Columbus Blue Jackets som 101:e spelare totalt i 2005 års NHL-draft.
Han var främst känd som en slagskämpe i NHL.
Boll meddelade den 4 juli 2018 att han avslutar sin karriär efter elva säsonger.

## Klubbar
- Lincoln Stars, 2003–2005
- Plymouth Whalers, 2005–2007
- TuTo, 2012–2013 (Lockout)
- Columbus Blue Jackets, 2007–2016
- Anaheim Ducks, 2016–2018